# Henry Puna
Henry Tuakeu Puna, (ur. 29 lipca 1949) – polityk pochodzący z Wysp Cooka, członek parlamentu, premier od 30 listopada 2010 roku do 1 października 2020 roku, od 24 maja 2021 sekretarz generalny Forum Wysp Pacyfiku.

## Życiorys
Henry Puna urodził się 29 lipca 1949 roku, pochodzi z rodziny o tradycjach politycznych. Jego ojciec Tupuariki Puna był członkiem parlamentu Wysp Cooka, jego starszy brat William Estall ministrem. Także jego kolejny brat Ngereteina Puna był w latach 1989–2011 deputowanym, później pełnił funkcję ministra edukacji, a także speakera parlamentu w latach 1999-2001. Henry Puna ma łącznie dwanaścioro rodzeństwa: jest najmłodszym z siedmiu synów Tupuarikiego, oprócz tego ma jeszcze siedem sióstr. Po zakończeniu edukacji na szczeblu lokalnym w Aitutaki i Rarotonga rozpoczął studia z prawa na nowozelandzkim Uniwersytecie Auckland, a następnie australijskim Uniwersytecie Tasmańskim. Dyplom uzyskał w 1979 roku, a następnie powrócił na swoje rodzinne Wyspy Cooka, gdzie rozpoczął praktykę prawniczą. Żonaty z Akaiti (jest to zarówno jego jak i jej drugie małżeństwo), ojciec dziewięciorga dzieci. W wolnych chwilach gra w golfa, interesuje się także tenisem, piłką nożną i squashem.
Od 1999 roku zamieszkały na stałe na wyspie Manihiki, skąd pochodziła jego babka ze strony matki. Tam wraz z żoną jest producentem pereł hodowlanych. Pierwszą hodowlę rozpoczął w 1997 roku, ale już kilka miesięcy później (1 listopada 1997 roku) została ona zniszczona w wyniku cyklonu. Puna uważa, że przemysł związany z połowem i hodowlą pereł jest jednym z głównych sektorów gospodarki Wysp Cooka.

## Kariera polityczna
W 1989 roku rozpoczął karierę polityczną, gdy objął stanowisko sekretarza w Ministerstwie Handlu, Pracy i Transportu. Służbę publiczną na tym etapie zakończył w 1999 roku, gdy przeniósł się na Manihiki. Swą działalność wznowił po kilku latach. Pierwszy raz wystartował w wyborach parlamentarnych we wrześniu 2004 roku, podczas których stanął do walki o mandat z dotychczasowym premierem Robertem Woontonem. W czasie kampanii wyborczej zarzucał premierowi, że rząd nie robi nic dla ważnego sektora gospodarki związanemu z perłami, którego wartość skurczyła się z trzynastu milionów dolarów w 1999 roku do zaledwie dwóch w 2004. Pierwsze wyniki dawały Punie zwycięstwo nad Woontonem w stosunku głosów 105 do 90. Ostatecznie jednak, po przeliczeniu wszystkich głosów, Woonton uzyskał 142 głosy, a Poona 138. Po ogłoszeniu oficjalnych wyników, Puna oskarżył premiera o kupowanie głosów oraz zastraszanie pracowników rządowych. Ci ostatni mieliby zostać zwolnieni z pracy w przypadku głosowania przeciwko urzędującemu premierowi. Petycja została uwzględniona przez komisję wyborczą i zakwalifikowana do gruntownej analizy. Co ciekawe Partia Wysp Cooka, którą Henry Puna reprezentował znajdowała się wtedy w koalicji rządowej z Partią Demokratyczną Woontona. Sąd wykrył nieprawidłowości w procesie wyborczym i po ponownym przeliczeniu głosów orzekł remis między dwoma kandydatami, którzy uzyskali po 134 głosów. Sąd nakazał powtórzenie wyborów. Woolton zrezygnował z funkcji i wycofał się z polityki, a w lutym 2005 roku Henry Puna pokonał Apiego Piho z Partii Demokratycznej i zdobył mandat do parlamentu.
We wrześniu 2006 roku dotychczasowy lider Partii Wysp Cooka, sir Geoffrey Henry po dwudziestu siedmiu latach ustąpił ze stanowiska i został zastąpiony przez Henry'ego Punę. Puna podziękował za zaufanie kolegów partyjnych i podkreślił, że funkcja ta jest ważna nie tylko dla samej partii, ale także dla całego kraju. We wrześniu 2006 roku odbyły się przyśpieszone wybory parlamentarne, które partia pod kierownictwem Puny przegrała. Niespodziewanie Apii Piho z Partii Demokratycznej (pokonany przez niego rok wcześniej) wygrał batalię wyborczą z Puną i odebrał mu mandat deputowanego. Mandatu nie uzyskał także zastępca lidera, co postawiło partię w kłopotliwej sytuacji. Puna ponownie próbował zakwestionować prawidłowy przebieg wyborów, ale ostatecznie wycofał swój wniosek. Będąc poza parlamentem, pozostawał przywódcą partii, a rolę lidera opozycji w izbie pełnił Tom Marsters. Sam Puna zajmował się wówczas swoją praktyką prawniczą oraz hodowlą pereł. W 2009 roku został ponownie wybrany na szefa partii.
W 2010 roku Henry Puna wystartował ponownie w wyborach parlamentarnych z okręgu w Manihiki. W kampanii wyborczej stwierdził, że Wyspy Cooka aby przetrwać powinny wprowadzić becikowe o wartości 770 dolarów dla każdej matki, która zdecyduje się pozostać na wyspach. Tym sposobem miałby zostać odwrócony negatywny trend wyjazdu młodych, głównie do Nowej Zelandii i Australii. Wybory zakończyły się sukcesem. Henry Puna, nie tylko odzyskał mandat deputowanego, który utracił kilka lat wcześniej, ale poprowadził Partię Wysp Cooka do pierwszego zwycięstwa od 1998 roku. Uzyskała ona 15 miejsc w parlamencie, podczas gdy dotychczas rządząca Partia Demokratyczna jedynie osiem (a w jednym okręgu padł remis, co skutkowało dogrywką), co pozwoliło jej utworzyć samodzielny rząd.

## Premier Wysp Cooka

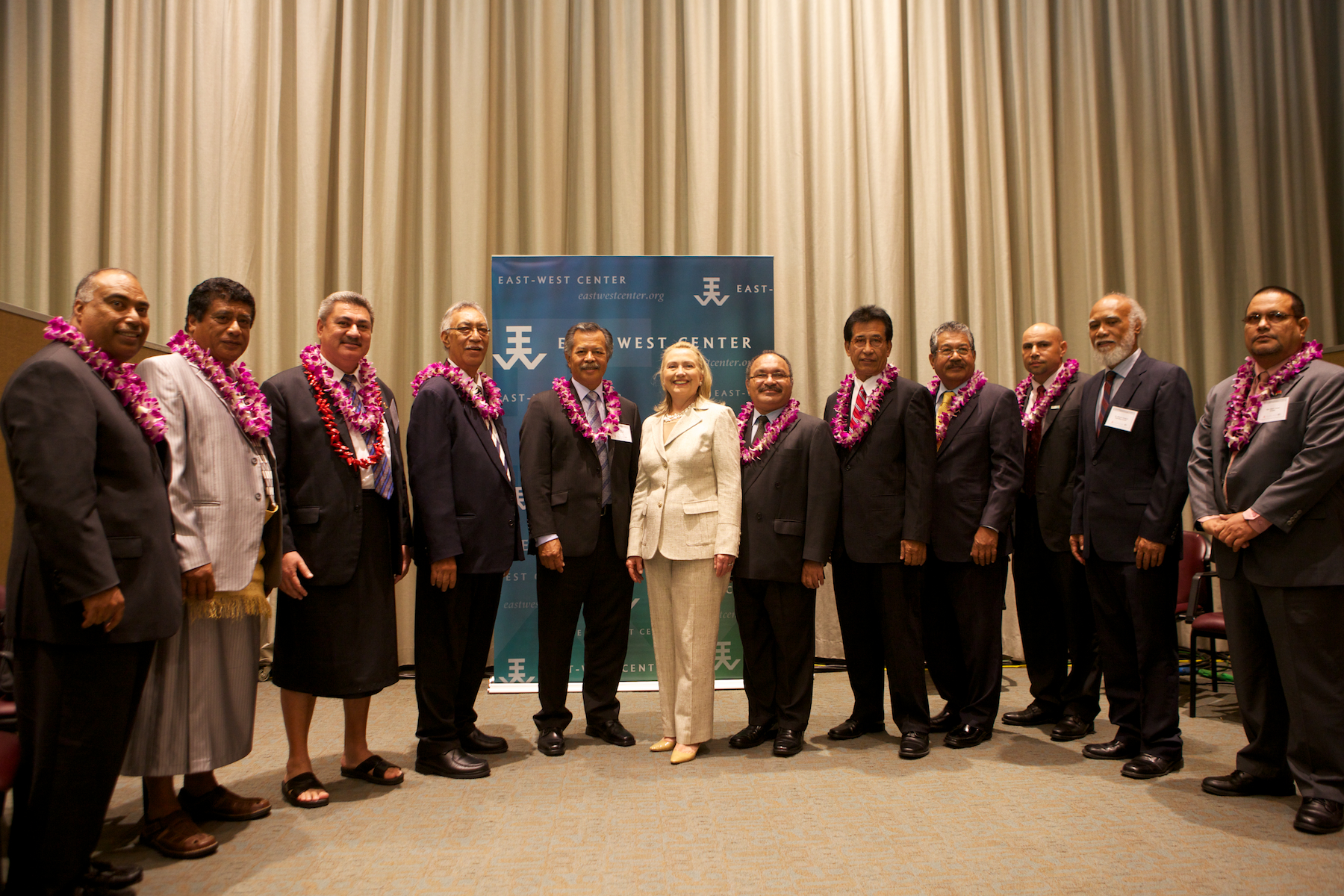
Henry Puna i przywódcy Wysp Pacyfiku na spotkaniu z Hillary Clinton (Puna pierwszy po lewej od strony Clinton), 10 listopada 2011 roku

30 listopada 2010 roku został zaprzysiężony na jedenastego szefa rządu Wysp Cooka. W ceremonii wzięli udział jego żona Akaiti, dzieci, władze partii oraz przedstawiciele parlamentu. Podczas uroczystości jego rodzina odśpiewała nowemu premierowi pieśń „Koe Araura”, skomponowaną przez jego ojca, co było uzgodnionym wcześniej odstępstwem od protokołu. Kilka dni po swym zaprzysiężeniu, 4 grudnia 2010 roku, odbyły się uroczystości zorganizowane przez grupy wyborców z wysp najbardziej związanych z nowym premierem – Rakahanga i Manihiki. Podczas nich Puna i jego żona byli uroczyście noszeni przez mieszkańców, a następnie przewiezieni w specjalnie udekorowanej łodzi.
Puna zapowiedział, że jego rząd wprowadzi nowe standardy do miejscowej polityki i nie będzie marnotrawił pieniędzy. Może on liczyć całkowicie na parlament, gdyż Partia Wysp Cooka ostatecznie zakończyła wybory z szesnastoma mandatami, a opozycja z ośmioma. Daje to Punie większość 2/3 i możliwość swobodnych reform. Ogłosił także, że jego rząd skupiać się będzie na gospodarce. Ma zamiar skończyć z jednoznacznym stawianiem na turystykę, które doprowadziło do upadku innych sektorów gospodarki, m.in. rolnictwa czy rybołówstwa oraz blisko z nim związanej branży hodowli i połowu pereł. W swoim rządzie Puna pełni nie tylko funkcję premiera, ale także m.in. ministra sprawiedliwości, ministra energetyki i energii odnawialnej oraz prokuratora generalnego.
Za jego urzędowania Wyspy Cooka nawiązały stosunki dyplomatyczne z Japonią. 24 sierpnia 2011 roku rozpoczął pierwszą zagraniczną wizytę, jej celem była Nowa Zelandia. W sierpniu tego samego roku wraz z delegacją rządową ponownie odwiedził Nową Zelandię by wziąć udział w szczycie państw Forum Wysp Pacyfiku. Tam też został potwierdzone, że w 2012 roku szczyt tej organizacji odbędzie się na Wyspach Cooka. Premier zapowiedział, że będzie to wspaniała okazja do promocji państwa, a także bodziec dla całego społeczeństwa. W międzyczasie zapowiedział, że jego rząd przeznaczy środki by w ciągu najbliższych czterech lat stworzyć prawie dwa tysiące nowych miejsc pracy. W maju 2012 roku Henry Tuna gościł w Japonii, gdzie wziął udział w szóstym spotkaniu przywódców państw Wysp Pacyfiku. Spotkał się tam m.in. z japońskim premierem Yoshihiko Nodą oraz był współprzewodniczącym całego spotkania. Jeszcze w 2011 roku premier Puna, w imieniu Wysp Cooka, podpisał traktat o utworzeniu Grupy Liderów Polinezji, mającej skupiać państwa regionu.